# Voyage to Abyssinia
Voyage to Abyssinia (abreviado Voy. Abyss. (Salt)) es un libro con ilustraciones y descripciones botánicas que fue escrito por el artista, viajero, diplomático, retratista, y naturalista inglés Henry Salt  y publicado en Londres en el año 1814 con el nombre de Voyage to Abyssinia, and Travels into the Interioir of that Country, executed under the orders of the British Government, in the years 1809 and 1810.